# جمال زغام
جمال زغام ولد سنة 1973 بمدينة طنجة في المغرب، كان واحدا من الرجال الستة المتورطين في تفجيرات قطارات مدريد عام 2004، وقد اعتقل على إثر ذلك في 13 آذار/مارس 2004؛ حيث وُجهت له عدة تهم أهمها القتل والشروع في القتل وسرقة سيارة، كما وجهت له المحكمة تهمة الانضمام إلى منظمة إرهابية وأربع تهم أخرى تخص القيام بأعمال إرهابية. ذكرت الصحيفة الإسبانية الباييس أن ثلاثة شهود شهدوا برؤيته يترك حقيبة على متن واحدة من القطارات التي تم تفجيرها.
يملك جمال محل لبيع الهواتف النقالة في حي لافابياس في العاصمة مدريد وقد اختار للمحل اسم Nuevo Siglo (القرن الجديد)، كما يُعتقد أن جمال هو الشخص الذي باع الهواتف التي تم استخدامها في تفجير القنابل في الهجوم. كما ورد أنه ساعد في صنع قنابل وكان من المتهمين الأوائل الذين تم إلقاء القبض عليهم.

## الحكم
في 31 تشرين الأول/أكتوبر من العام 2007، أدين 191 شخص بتهمة القتل فيما تم إدانة 1,856 آخرين بتهمة الشروع في القتل، وقد تم الحكم على عليهم بالسجن ما مجموعه 42,922 سنة، أما الإسباني إميليو سواريز والذي زود المهاجمين بالديناميت مقابل المخدرات فقد تم الحكم عليه بالسجن لمدة وصلت إلى 34,715 سنة.